# Digramme
 (juillet 2025).
Ne doit pas être confondu avec Bigramme ou dirham.
Cette page contient des caractères spéciaux ou non latins. S’ils s’affichent mal (▯, ?, etc.), consultez la page d’aide Unicode.
Les transcriptions de cette page utilisent l’alphabet phonétique international.
En linguistique, un digramme (aussi appelé digraphe) est un assemblage de deux signes (généralement deux lettres dans un alphabet), diacritiques non comptés, qui :
- forme un unique graphème.
- représente un unique phonème, ou bien une suite de phonèmes différente de la succession des phonèmes représentés par chacun des signes[1],[2].

Dans le cas d'un assemblage de trois caractères, on parle d'un trigramme.

## Présentation
Par exemple :
- dans le mot chou, le digramme ch représente la consonne /ʃ/ (en notation phonologique) et le digramme ou correspond à la seule voyelle /u/. Ce mot contient donc quatre lettres et deux graphèmes, chacun un digramme.
- dans le mot loi, le digramme oi est un graphème unique représentant la suite de phonèmes /wa/, qui ne correspond pas à la suite des phonèmes représentés par chacun des signes, /o/ puis /i/.

Pour qu'une suite de deux lettres soit considérée comme un digramme dans une langue donnée, il faut qu'elle soit bien attestée dans le système d'écriture, voire être productive. On peut, en français, noter dans n'importe quel nouveau mot le phonème /ʃ/ par ch, ce qui confirme son statut de graphème, donc de digramme.
Une liste des digrammes (et trigrammes) figure à la page liste de digrammes et trigrammes.

## Fausses diphtongues et anciennes diphtongues
Un digramme est composé de lettres qui peuvent par ailleurs représenter des voyelles ou des consonnes. Un digramme de voyelles est aussi appelé « fausse diphtongue » quand les deux lettres notent une voyelle simple, et non une diphtongue. C'est le cas en français par exemple pour ou = [u], ai = [e] ou [ɛ], eu = [œ] ou [ø], etc. Le grec ancien en connaît aussi : ου vaut [oː] et ει vaut [eː]. De même, en grec moderne pour ου = [u], αι = [ɛ] ou encore η, υ, ει, ηι, οι, υι = [i].
Il peut y avoir deux raisons historiques à cela : soit le digramme a été inventé pour représenter un son distinct, soit il correspond à une ancienne diphtongue devenue voyelle simple. Le premier cas est très courant pour les langues écrites avec l'alphabet latin, qui souvent possèdent des sons à la fois plus nombreux et différents. Par exemple, les différentes façons de noter le son /ʃ/ dans les langues européennes : ch en français, sh en anglais, sch en allemand, sz en polonais, x en portugais, catalan et basque... sont dues à son absence en latin classique. Autre exemple, en grec ancien, les phonèmes [oː] et [eː] du dialecte ionien-attique ne pouvaient pas, en raison de l'absence de signes qui leur fussent propres après la réforme de 403 avant l'ère chrétienne, être notés autrement. Ce sont bien là de fausses diphtongues.
On nomme phénomène de monophtongaison une ancienne diphtongue devenue voyelle simple. En grec moderne et en français, de nombreuses notations actuelles s'expliquent par le jeu d'une ancienne monophtongaison : par exemple, au se disait bien /au/ en ancien français et non /o/.
Les deux processus ne sont pas identiques : c'est un moyen de pallier les lacunes d'un système d'écriture dans le premier cas, un archaïsme dû à l'évolution secondaire de diphtongues anciennement prononcées comme telles dans le second. Ainsi, les graphèmes composés (digrammes et trigrammes) sont plus nombreux en français (du fait de ses langues d'origines et de son histoire) que dans la plupart des autres langues romanes (voir une analyse des raisons de ce phénomène dans la section consacrée au français de l'article qui recense les digrammes et trigrammes dans plusieurs langues).

## Ligature et digramme
À la différence de la ligature, l'identité graphique des graphèmes fondamentaux combinés n'est pas altérée. Par exemple, au et ou sont des digrammes, tandis que æ et œ sont des ligatures.
Dans une écriture bicamérale, un digramme lié se distinguera d’un digramme simple par la majusculisation : si les deux caractères doivent être en majuscule capitale et le reste en bas-de-casse, c’est bien un digramme lié (exemple : Ĳsselmeer en néerlandais), sinon c’est un digramme simple (exemple : Château en français).
Il faut noter qu'un flottement entre digramme et ligature peut exister pour des raisons historiques, en raison de la persistance de l'utilisation de choix graphiques, même si une tendance prédomine dans le monde moderne digital. Par exemple le digramme Ĳ néerlandais flotte entre le digramme composé de deux lettres sans modification, et la ligature composée des deux lettres IJ partiellement déformées, voire la forme y avec des points (comme ij, et non comme un tréma) dans l'alphabet enseigné aux élèves.

## Le digramme dans l'ordre alphabétique
On ne confondra pas le graphème et la lettre : tout digramme est un graphème mais tout digramme n'est pas considéré comme une lettre. En effet, dans certaines langues le digramme reste considéré comme deux lettres séparées (il n'est pas comptabilisé dans l'ordre alphabétique). Au contraire, dans d'autres, les digrammes fonctionnent comme des lettres nouvelles qui ont leur propre place dans le classement alphabétique.
Par exemple, le digramme ch en français n'est pas une lettre : il n'est pas compté dans l'alphabet et le mot cheval doit être classé, dans un dictionnaire, par exemple, entre des mots en ce et en ci. En vietnamien, cependant, ch est un digramme et une lettre. Ainsi, chiếc doit être cherché à la rubrique des mots en ch, placée après tous les mots commençant par c. On peut illustrer cela par des mots à classer :
- cela, chien, cil pour le français ;
- cải, cựu, che, pour le vietnamien.

## Les digrammes pan-dialectaux
Certains digrammes ont été créés spécialement pour réunir, dans un même graphème, deux variantes dialectales d'un même phonème ; par exemple :
- En breton, le digramme 'zh' indique un phonème prononcé [z] en Kerne-Leon-Treger (Cornouaille-Léon-Trégor) et [h] en vannetais.
- En saintongeais, le digramme 'jh' indique que le phonème [ʒ] du français standard correspond à un [h] en saintongeais.
- En wallon unifié, plusieurs lettres, et plusieurs digrammes ont été créés afin d'unifier certains sons :
  - 'xh' indique le son [h] en liégeois, et [ʃ] dans les autres versions;
  - 'jh' indique le son [h] en liégeois, et [ʒ] dans les autres versions;
  - 'ea' indique le son [ɛː] en liégeois, et [ja] dans les autres versions;
  - 'ae' indique le son [ɛ] en liégeois, [a] en namurois, et [a] ou [aː] en wallon de Charleroi.